# 自画像 (デュジャルダン)
『自画像』（じがぞう、蘭: Zelfportret、英: Self-Portrait）は、オランダ黄金時代の画家カレル・デュジャルダンが1662年ごろ、銅板上に油彩で制作した絵画である。画面左上に「K. Du. Iardin. fe 1662」という画家の署名と制作年が記されている。作品は現在、アムステルダム国立美術館に所蔵されている。

## 作品
デュジャルダンは生涯の大半をアムステルダムで過ごしたが、冒険好きな人物で、彼の伝記作者アルノルト・ホウブラーケンが伝えるところによれば「当てにならない」人物だったようである。40代の終わりにデュジャルダンは冒険的航海に乗り出し、最終的にイタリアにたどり着いた。そして、3年後にイタリアで他界した。
今日、デュジャルダンは主にイタリア風の村や牧童と家畜のいる風景画で知られており、実際、彼の関心は風景画と歴史画に向けられていたように思われる。彼の全作品中、肖像画はほんの一部でしかない。しかし、この自画像に見られるように手際よく仕上げられた優美な作品は高く評価され、当時のエリートたちの望みを満足させたため、名士たちから肖像画を依頼されていた。たとえば、デュジャルダンは、「アムステルダム・スピンハウス (女性用地方刑務所)」の理事たちの肖像を幅4メートルほどの大作に描いている。

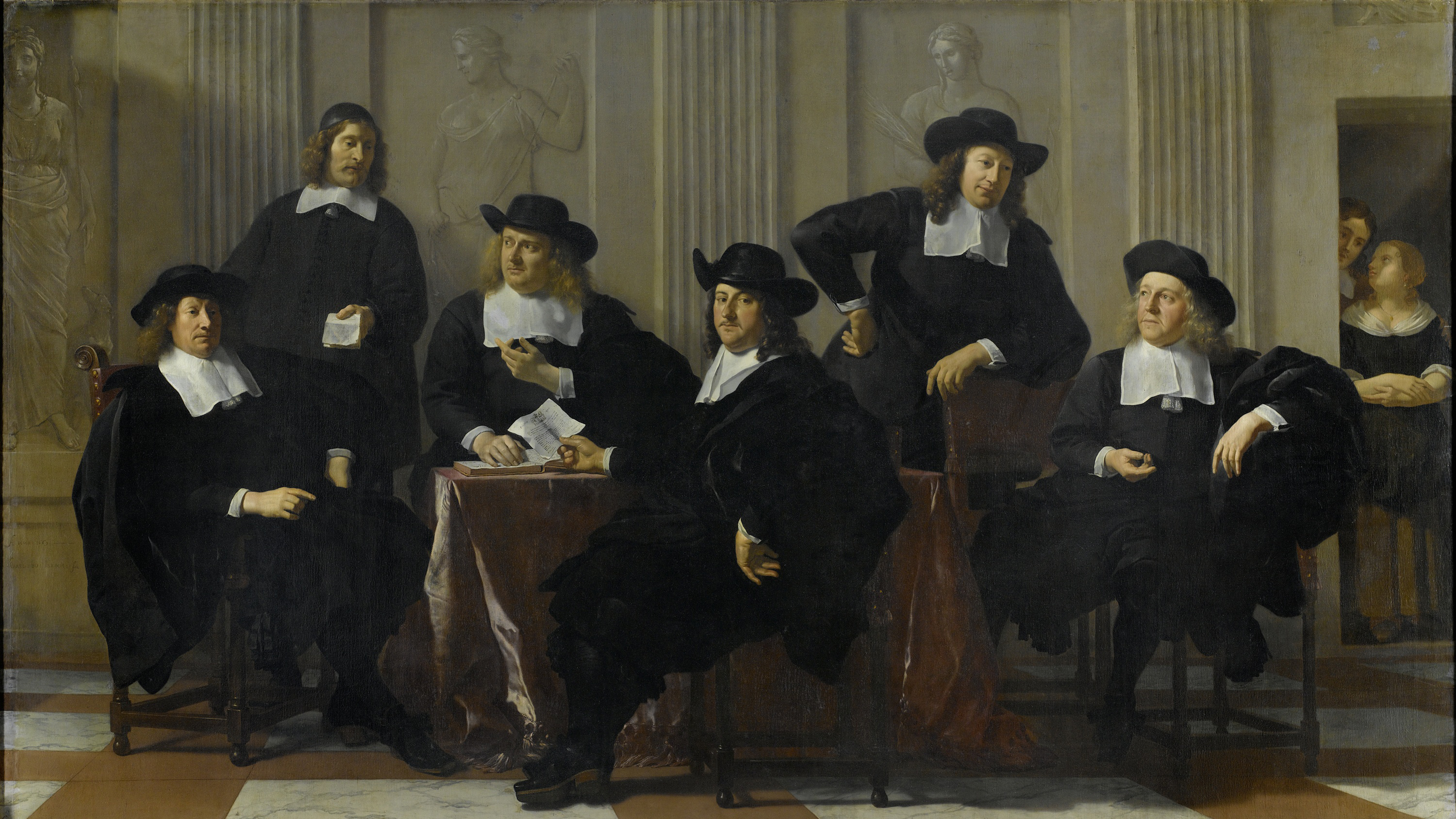
カレル・デュジャルダン『アムステルダムのスピンハウスとニューウェ・ウェルクハウスハウスの理事たち』 (1669年)、アムステルダム国立美術館　(アムステルダム市からの貸与)

この絵画は、成功した17世紀の画家が得ることのできた地位について多くのことを物語っている。デュジャルダンは自身を絵筆とパレットを持つ職人としてではなく、身分の高い紳士として描いたのである。
豪華なパフスリーブ (膨らみのある袖) が付いた優美な服を纏い、わずかに身を乗り出している画家は、あたかも鑑賞者に自己紹介をしているように見える。袖口の折り目の描写は見事な技術を示し、手の描写にも格別の注意が払われ、絵筆の痕跡を残さずに隅々まできわめて精緻な仕上げがなされている。銅板の上に描かれていることもあり、この絵画の保存状態は非常に良い。